# Manimutharu
Manimutharu es una ciudad y nagar Panchayat situada en el distrito de Tirunelveli en el estado de Tamil Nadu (India). Su población es de 11323 habitantes (2011).

## Demografía
Según el censo de 2011 la población de Manimutharu era de 11323 habitantes, de los cuales 5629 eran hombres y 5694 eran mujeres. Manimutharu tiene una tasa media de alfabetización del 88,09%, superior a la media estatal del 80,09%: la alfabetización masculina es del 93,72%, y la alfabetización femenina del 82,54%.